# Stauntonia conspicua
Stauntonia conspicua är en narrbuskeväxtart som beskrevs av R.H. Chang. Stauntonia conspicua ingår i släktet Stauntonia och familjen narrbuskeväxter. Inga underarter finns listade i Catalogue of Life.